# (616) Elly
(616) Elly és un asteroide que pertany al cinturó d'asteroides descobert el 17 d'octubre de 1906 per August Kopff des de l'observatori de Heidelberg-Königstuhl, Alemanya.
Està nomenat en honor de Elly Boehm. Forma part de la família asteroidal de María.